# پاتریک اوردنیک
پاتریک اوردنیک (انگلیسی: Patrik Ouředník؛ زادهٔ ۲۳ آوریل ۱۹۵۷) نویسنده و مترجم اهل کشور جمهوری چک است که در فرانسه زندگی می‌کند. اوردنیک دوران جوانی خود را در پراگ گذراند. در سال ۱۹۸۴ به فرانسه مهاجرت کرد. او از سال ۱۹۸۶ تا ۱۹۹۸ به عنوان سردبیر و سرپرست بخش ادبیات فصلنامه L'Autre Europe بود. وی در سال ۱۹۹۲ در تأسیس دانشگاه آزاد نوآلاگت نقش داشت و از سال ۱۹۹۵ در آنجا سخنرانی می‌کرد.

## جوایز
او برندهٔ جایزه ملی ادبیات چک شده‌است.